# Jakubovany (okres Sabinov)
Jakubovany (Hongaars: Magyarjakabfalva) is een Slowaakse gemeente in de regio Prešov, en maakt deel uit van het district Sabinov.
Jakubovany telt 952 inwoners.